# Большая Шухата
Больша́я Шухата́ (тат. Олы Өшкәтә) — деревня в Атнинском районе Республики Татарстан, в составе Нижнеберескинского сельского поселения.

## География
Деревня находится на левом притоке реки Ашит, в 11 км к юго-западу от районного центра — села Большая Атня.

## История
Основание деревни относят к периоду Казанского ханства.
В сословном плане, в XVIII веке и вплоть до 1860-х годов, жителей деревни причисляли к государственным крестьянам. Основными занятиями жителей деревни являлись земледелие (в начале XX века земельный надел сельской общины составлял 1461,1 десятину), скотоводство, рогожный промысел.
В «Списке населенных мест по сведениям 1859 года», изданном в 1866 году, населённый пункт упомянут как казённая деревня Большая Шухота 3-го стана Казанского уезда Казанской губернии. Располагалась при безымянном ключе, по левую сторону Уржумского торгового тракта, в 50 верстах от уездного и губернского города Казани и в 3 верстах от становой квартиры в казённой деревне Верхние Верески. В деревне, в 128 дворах жили 837 человек (415 мужчин и 422 женщины), была мечеть.
По сведениям из первоисточников, в начале XX века в деревне действовали мечеть, медресе, 2 рогожеткацких заведения, 6 мелочных лавок. 
До 1920 года деревня входила в Алатскую волость Казанского уезда Казанской губернии. С 1920 года в составе Арского кантона ТАССР. С 10 августа 1930 года в Тукаевском, с 25 марта 1938 года в Атнинском, с 12 октября 1959 года в Тукаевском, с 1 февраля 1963 года в Арском, с 25 октября 1990 года в Атнинском районах.
В 1920 году в деревне был организован колхоз.

## Население
| 1859 | 1897 | 1908 | 1920 | 1926 | 1938 | 1949 | 1958 | 1970 | 1989 | 2002 | 2010 | 2015 |
| ---- | ---- | ---- | ---- | ---- | ---- | ---- | ---- | ---- | ---- | ---- | ---- | ---- |
| 837  | 1122 | 1351 | 1264 | 1153 | 842  | 542  | 411  | 352  | 128  | 97   | 75   | 66   |

Национальный состав села — татары.

## Экономика
Жители работают преимущественно в сельскохозяйственном производственном кооперативе «Племзавод имени Ленина», занимаются полеводством, молочным скотоводством.

## Религия
Мечеть действует с 1998 года.